# Wumpscut
Wumpscut (znany także jako :Wumpscut:, :WUMPSCUT:, :W:, lub :\\//\\//:) jest electro-industrialnym projektem z Niemiec. Został założony w maju 1991 przez bawarskiego didżeja Rudy'ego Ratzingera.

## Historia i członkowie
Rudy Ratzinger grający w latach dziewięćdziesiątych muzykę gotycką, porzucił gitary na rzecz samplerów i syntezatorów.
Od początku Ratzinger głównym twórcą projektu :WUMPSCUT:; okazjonalnie zatrudniał gościnnych muzyków do pomocy w zespole. Inspirację czerpał m.in. z Leæther Strip.
W 1991 Ratzinger wydał swoje pierwsze dwa albumy (tylko na kasecie) "Defcon" i "Small Chambermusicians". Dwa lata później nakładem wytwórni Vuz Records ukazuje się pierwszy album pod szyldem Wumpscut, "Music for a Slaughtering Tribe".
Publikacja piosenki "Soylent Green", która wzięła swą nazwę z pewnego filmu, wydanego w 1973 także zawiera samplery dźwiękowe, dzięki którym
po raz pierwszy projekt :WUMPSCUT: przyciągnął uwagę. Od tej publikacji w 1993, utwór ten został często graną piosenką podczas znanych wydarzeń oraz w klubach
subkultur cybergoth czy industrial i ich pokrewnych grup, zarówno w Niemczech, jak i w USA.
Ratzinger po wydaniu EP-ki "The Dried Blood" przez Ant-Zen Records w 1994 roku tworzy własny label Beton Kopf Media, pod szyldem którego wydaje kolejną EP-kę, oraz pełne albumy "Gomorrha" oraz "Bunkertor 7”. Niemiecki projekt pojawia się również na amerykańskiej składance "The Remix Wars”, dzięki czemu Metropolis Records podpisuje z nim umowę i wydaje ponownie całość jego dorobku.
Ratzinger opublikował również liczne nagrania oraz remiksy dla innych muzyków. 
:WUMPSCUT: jest także znany z wyszukanych box setów zawierających limitowane wersje płyt CD lub nagrań LP zapakowanych w pudełko z dodatkowym, oraz często limitowanym materiałem bonusowym (bonus tracków,
napojów energetyzujących, plakatów, kapsli, nalepek, toreb, flag, itd.). Albumy :WUMPSCUT: są regularnie wznawiane z różnorodnymi dodatkami, czasem są to nowe utwory.
Rudy Ratzinger nagrał szereg albumów studyjnych oraz wiele kompilacji zawierających dema,
utwory i remiksy z anulowanych singli i EP-ek. W 2017 roku, po wydaniu kompilacji Innerfire na 4 płytach CD, Wumpscut tymczasowo zakończył działalność, aby trzy lata później wrócić z nowym albumem, "Fledermavs 303".
Wumpscut to kolejny projekt, którego nie da się włożyć do szufladki konkretnego gatunku, utwory są tworzone w różnych konwencjach i stylistyce, głównie industrialno-elektronicznej. Niektóre utwory są bardziej doomowo/psychodeliczne inne z kolei bardziej melodyjne i taneczne, nie brakuje także różnych ubarwień jak przesterowane wokale bądź wokale kobiece.

## Wytwórnia płytowa
Ratzinger założył swoją własną wytwórnię płytową, Beton Kopf Media, w 1995, która jest ograniczona tylko do publikacji :WUMPSCUT:.
W 1996 uruchomił wytwótnię Mental Ulcer Forges która została zamknięta po niedługim czasie, aczkolwiek ostatecznie została ponownie uruchomiona w 2006.
Wytwórnia ta wydaje płyty następujących zespołów: Remyl, Noisex, B-Ton-K, Yendri oraz F/A/V.
Rudy jest również kierownikiem wytwórni Fleisskoma razem z Karl Kimmerl (B-Ton-K).

## Występy na żywo
Pomimo popularności projektu w gatunku electro-industrial, :WUMPSCUT: nagrywa tylko w studiu; do tej pory nie grał koncertów.
Zapytany o powód tej decyzji, Rudy odpowiedział: "Nie potrafię dosięgnąć poprzeczki, którą sam sobie ustawiłem".

## Skład
Rudy Ratzinger - wokal, instrumenty klawiszowe, loopy, sampling

## Dyskografia
Opracowano na podstawie materiału źródłowego.

### Albumy
- Small Chambermusicians (1991)
- Defcon (2nd edition) (1992)
- Music for a Slaughtering Tribe (1993)
- Bunkertor 7 (1995)
- Preferential Legacy (1995)
- Embryodead (1997)
- Music for a German Tribe (1997)
- Böses junges Fleisch (1999)
- Wreath of Barbs (2001)
- Bone Peeler (2004)
- Evoke (2005)
- Cannibal Anthem (2006)
- Body Census (2007)
- Schädling (2008)
- Fuckit (2009)
- Siamese (2010)
- Schrekk & Grauss (2011)
- Women and Satan First (2012)
- Madman Szpital (2013)
- Bulwark Bazooka (2014)
- BlutSpukerTavern (2015)
- Wüterich (2016)
- Fledermavs 303 (2021)

### EP
- Dried Blood (1994)
- Gomorra (1994)
- Dried Blood of Gomorrha (1997)
- DJ Dwarf Three: Preferential Legacy / Music for a German Tribe (2003)
- DJ Dwarf Four: Bone Peeler (2004)
- DJ Dwarf Five (2005)
- Blondi (2005)
- DJ Dwarf Six: Cannibal Anthem (2006)
- DJ Dwarf Seven: Body Census (2007)
- Goth Census (2007)
- DJ Dwarf Nine: Fuckit (2009)

### Kompilacje
- Fear in Motion (1995)
- The Mesner Tracks (1995)
- BlutKind (2000)
- Liquid Soylent (2003)
- Preferential Tribe (2003)
- Killer Archives (2006)
- Completer 1 (2007)
- Dwarf Craving: An Essence of the First Eight DJ Dwarfs (2008)
- DJ Dwarf Nine (2009)
- DJ Dwarf Eleven (2011)
- Innefire (2017)

### Albumy Remixowe
- Born Again (1997)
- Wreath of Barbs: Classic Remixes (2002)
- Wreath of Barbs: Freestyle Remixes (2002)
- Wreath of Barbs: Selected Remix Works (2005)
- Just a Tenderness (2009)
- DJ Dwarf Ten (2010)
- Siamese (bonus disc) (2010)